# Петров, Владислав Александрович
Владислав Александрович Петров (род. 26 января 1958 года, Москва) — советский и российский учёный-геолог, специалист в области геологии рудных месторождений, член-корреспондент РАН (2011).

## Биография
Родился 26 января 1958 года в Москве.
В 1975 году — окончил среднюю школу № 310, затем в 1976—1978 годах — служил в Советской Армии.
В 1984 году — окончил геологоразведочный факультет Московского геологоразведочного института имени Серго Орджоникидзе (МГРИ).
С 1984 года по настоящее время — работает в Институте геологии рудных месторождений, петрографии, минералогии и геохимии Российской академии наук (ИГЕМ РАН), где прошел путь от инженера до главного научного сотрудника, заместителя директора института по научной работе (с 2009 года) и директора Института (с 2018 года).
В 1994 году защитил кандидатскую диссертацию, тема: «Закономерности локализации и структурно-петрофизический контроль уранового оруденения в толще осадочно-вулканогенных пород месторождения Дорнот (Восточная Монголия)».
В 2006 году защитил докторскую диссертацию, тема: «Тектонодинамические условия изоляции радиоактивных отходов в кристаллических породах».
В 2011 году избран членом-корреспондентом РАН.
С 24 сентября 2018 года — директор ИГЕМ РАН.

## Научная деятельность
Специалист в области геологии рудных месторождений.
Область научных интересов — геодинамика рудообразующих процессов и рудоносные флюидно-магматические системы активизированных областей земной коры.
Обосновал пространственно-временную взаимосвязь между полями напряжений, тектоническими движениями, механизмами деформаций и анизотропией петрофизических свойств пород для месторождений твердых полезных ископаемых, что позволяет определять пути и условия миграции рудоносных растворов в трещинно-пористой среде кристаллических массивов.
Разрабатывает новые методы изучения и визуализации упругих и фильтрационных свойств горных пород.
Научно-организационная деятельность:
- член редакционной коллегии журнала «Геология рудных месторождений»;
- член Ученого совета ИГЕМ РАН, член диссертационных советов по приему докторских и кандидатских диссертаций при ИГЕМ РАН и МГРИ-РГГРУ им. С. Орджоникидзе;
- член тематического НТС № 3 Госкорпорации «Росатом» «Сырьевая база атомной энергетики»;
- член Экспертного Совета по инновациям при Президенте АК «АЛРОСА»;
- член Исполнительного комитета Российского геологического общества.

Ведет преподавательскую работу в Высшем колледже рационального природопользования Института химии и проблем устойчивого развития РХТУ имени Д. И. Менделеева.
Автор и соавтор более 360 научных работ, в том числе более 70 статей в рецензируемых российских и зарубежных журналах и изданиях, соавтор шести монографий.

## Основные публикации
- Petrophysical Properties of Crystalline Rocks. London: Geological Society of London, 2005. 351 p.
- Изоляция отработавших ядерных материалов: геолого-геохимические основы. М.: Изд-во ИГЕМ РАН, 2008. 254 с.
- Структурно-петрофизический анализ месторождений полезных ископаемых. Учебник (2-е издание). М.: Изд-во МАКС Пресс, 2009. 408 с.
- Internationalization of the Nuclear Fuel Cycle: Goals, Strategies, and Challenges. Washington, DC: The National Academies Press, 2009. 159 p.
- Экстремальные природные явления и катастрофы: геология урана, геоэкология, гляциология. Отв. ред. А. О. Глико. М.: Изд-во ИФЗ РАН, 2011. 431 с.
- Урановые и молибден-урановые месторождения в областях развития континентального внутрикорового магматизма: геология, геодинамические и физико-химические условия формирования. Авт. колл. М.: Изд-во ИГЕМ РАН, 2012. 320 с.